# KAPA
KAPA (Kendaraan Amfibi Pengangkut Artileri; obojživelný dělostřelecký nosič) je český pásový obojživelný transportér vyvíjený společností Excalibur Army.  Má sloužit k přepravě osob, středních nákladních automobilů, děl a dalšího nákladu do hmotnosti 13 000 kg. Vozidlo je určeno jak pro ozbrojené síly při násilném přechodu vodních překážek nebo při zásobování, tak pro působení u záchranářů k záchranným úkolům při živelních pohromách. Svojí koncepcí navazuje na sovětský transportér PTS z šedesátých let 20. století. 

## Specifikace
- prázdná hmotnost: 20 000 kg
- užitečná nosnost: 13 000 kg

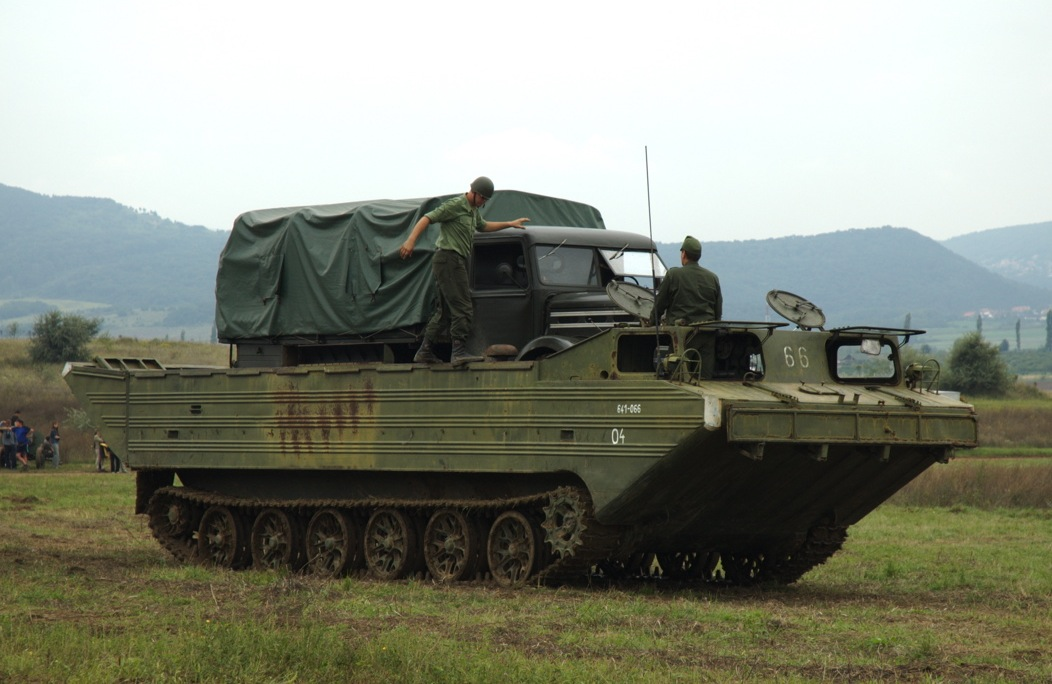
Sovětský transpotér PTS, na který ten český svoji koncepcí navazuje.

- maximální rychlost na souši: 40 km/h
- maximální rychlost ve vodě: 11 km/h
- dojezd: po pevné cestě 400 km, při plném zatížení 300 km
- motor: V12 o výkonu 390 kW
- kapacita: 72 stojících osob
- posádka: 2 osoby [2]

## Potenciální uživatelé
Indonésie - v červenci 2021 byl zkoušen indonéskou námořní pěchotou (Kormar) jako náhrada za PTS-10 a K-61. Kormar hodlá nakoupit až 54 obojživelníků za 398 miliónů dolarů (8,6 mld. Kč) 